# Закрылок со сдувом пограничного слоя

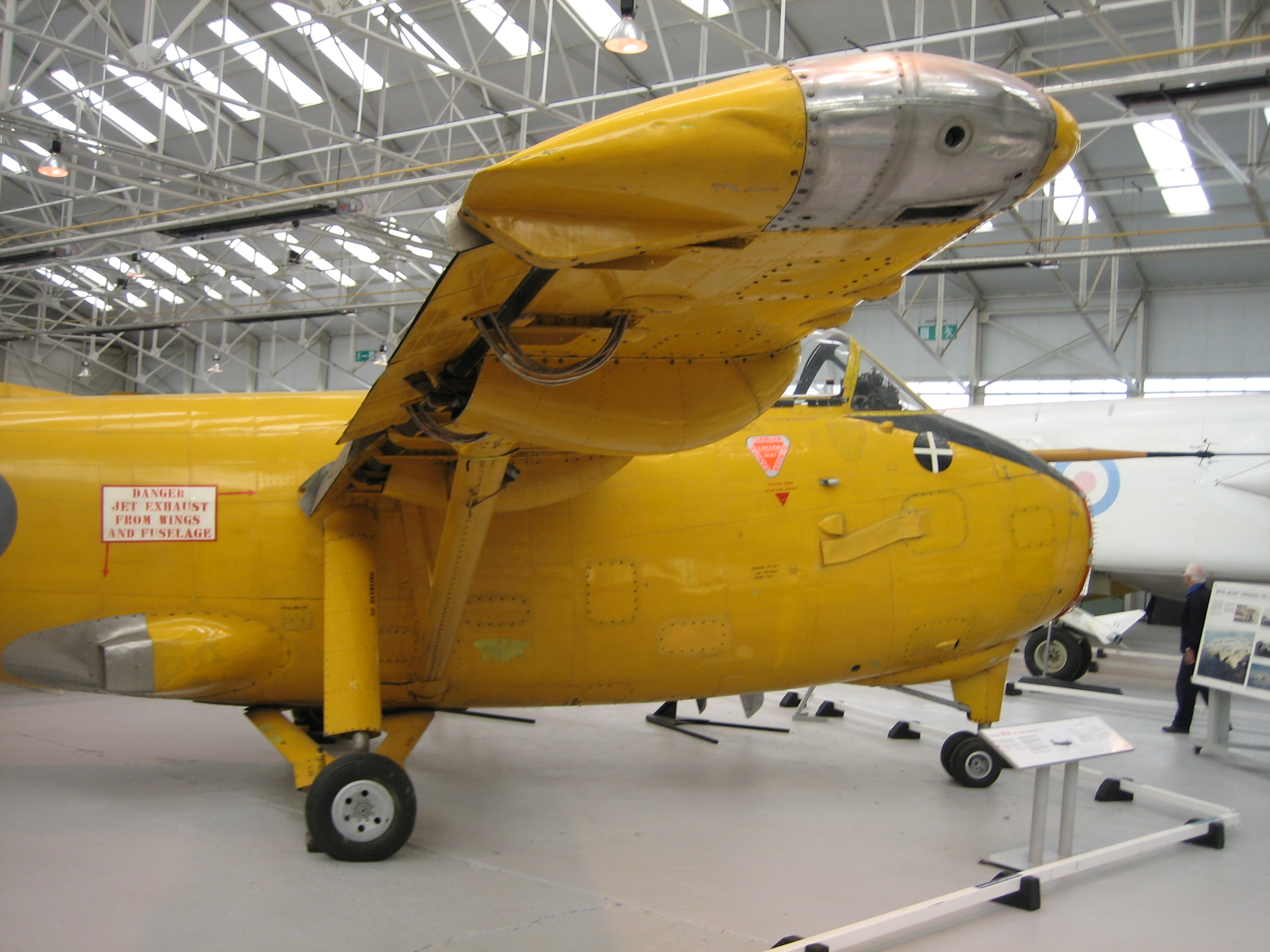
Экспериментальный британский самолёт Hunting Н.126, предназначенный для испытаний реактивных закрылков

Закры́лок со сду́вом пограни́чного сло́я (англ. Blown flap) — закрылок, оборудованный системой управления пограничным слоем. Система сдува пограничного слоя с закрылков предназначена для улучшения посадочных характеристик самолёта. Суть управления пограничным слоем заключается в обеспечении безотрывного обтекания крыла в достаточно большом диапазоне углов атаки за счёт увеличения энергии пограничного слоя. Пограничный слой возникает в результате вязкого трения воздушного потока на обтекаемых поверхностях самолёта, причём скорость потока у обшивки резко падает до нуля. Воздействие на пограничный слой призвано ослабить или предотвратить срыв потока на обтекаемой поверхности, сохранить ламинарное течение.

## Устройство и история

Система отсоса пограничного слоя и система сдува пограничного слоя, принцип работы

Воздух на сдув пограничного слоя отбирается за последней ступенью компрессора двигателя и подаётся в специальные отсеки в крыле и далее через щели на верхнюю поверхность закрылков по всему их размаху. Элементами управления системы сдува являются электромеханизм и два сигнализатора. Электромеханизм с двумя электродвигателями, работающими на общий дифференциальный редуктор, соединен системой жёстких тяг с заслонками, регулирующими подачу воздуха на правый и левый закрылки. Давление за заслонками измеряется двухступенчатыми датчиками-сигнализаторами. Включение системы сдува пограничного слоя производится автоматически при выпуске закрылков на угол, больший 30°.
Впервые закрылок со сдувом пограничного слоя был сконструирован в Великобритании и был популярен в самолётостроении 1960-х годов. Однако со временем применение его сошло на нет из-за сложности системы сдува в обслуживании.
В советском самолётостроении впервые была отработана система сдува пограничного слоя на МиГ-21 для увеличения подъёмной силы крыла на посадке и взлёте. От компрессора двигателя отбирался воздух под давлением и выдувался через щель в передней кромке закрылков.

## Реактивный закрылок
Похожим методом увеличения коэффициента подъёмной силы является реактивный закрылок (англ. jet flap). Он представляет собой плоский поток воздуха, вытекающего с большой скоростью через заднюю кромку под углом к нижней поверхности крыла. За счёт реактивного закрылка увеличивается эффективная площадь крыла, изменяется характер обтекания профиля, за счёт импульса вытекающей струи создаётся вертикальная составляющая силы, разгружающая крыло.
Применение реактивного закрылка позволяет получить большое значение коэффициента подъёмной силы, однако при этом требуется существенно больший коэффициент импульса выдуваемой струи, чем для управления пограничным слоем. Эффективность реактивного закрылка сильно падает с уменьшением удлинения крыла. Вблизи земли реактивный закрылок не обеспечивает получение расчётных значений приращения коэффициента подъёмной силы. Этим объясняется тот факт, что реактивный закрылок пока не получил широкого распространения и находится в стадии экспериментальных и теоретических разработок.